# Zr. Ms. Zuiderkruis (A832)
Zr. Ms. Zuiderkruis (A832) byla podpůrná zásobovací loď nizozemského královského námořnictva. Sloužila k zásobování nizozemských válečných lodí palivem, municí, vodou a dalším materiálem. Ze služby byla vyřazena roku 2012, aby ji od roku 2014 nahradila nová víceúčelová podpůrná loď Zr. Ms. Karel Doorman (A833). Vyřazené plavidlo bylo prodáno k sešrotování.

## Pozadí vzniku

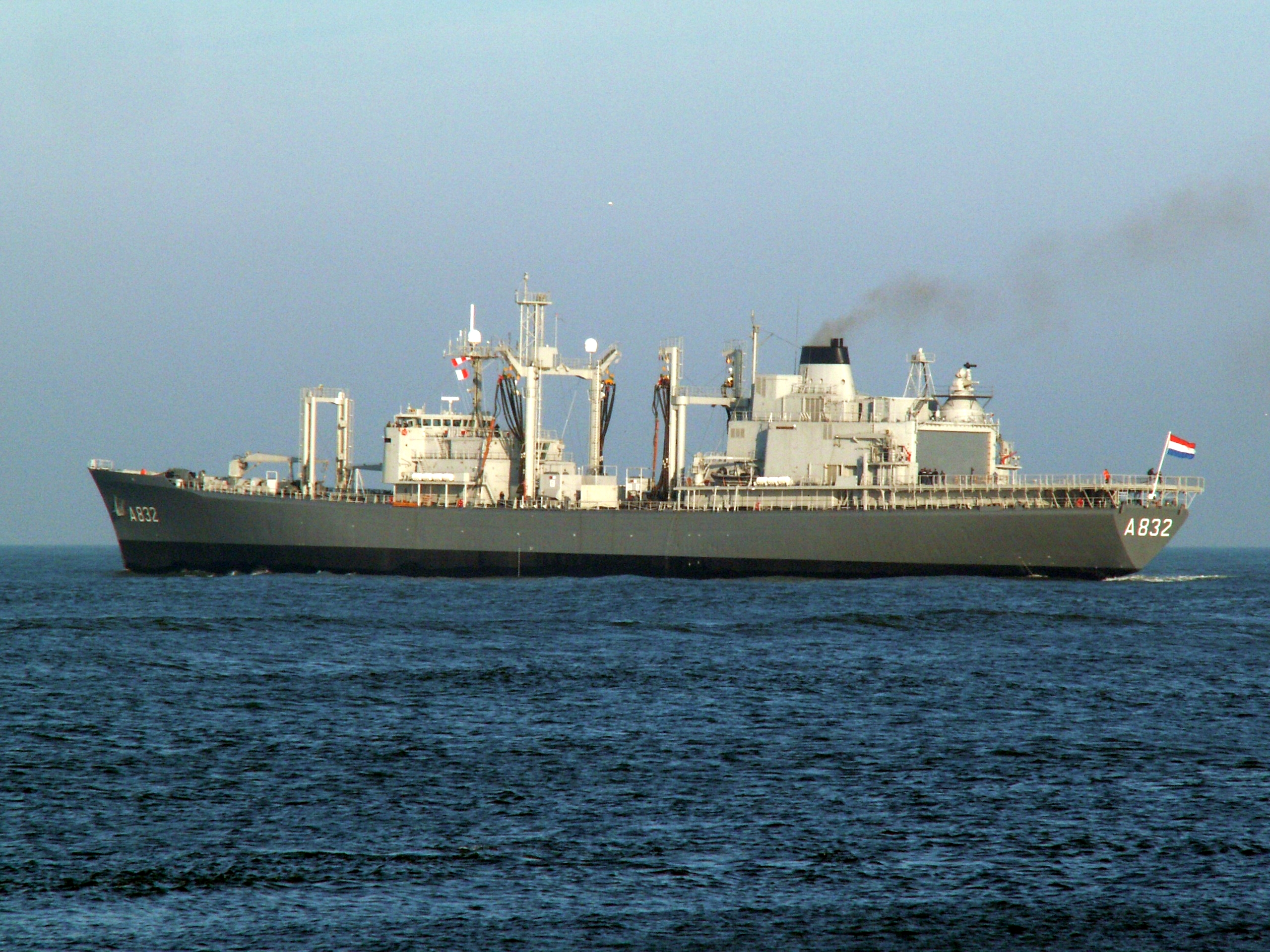
Zuiderkruis v Rotterdamu

Zuiderkruis byl do služby zařazen v roce 1977.

## Konstrukce

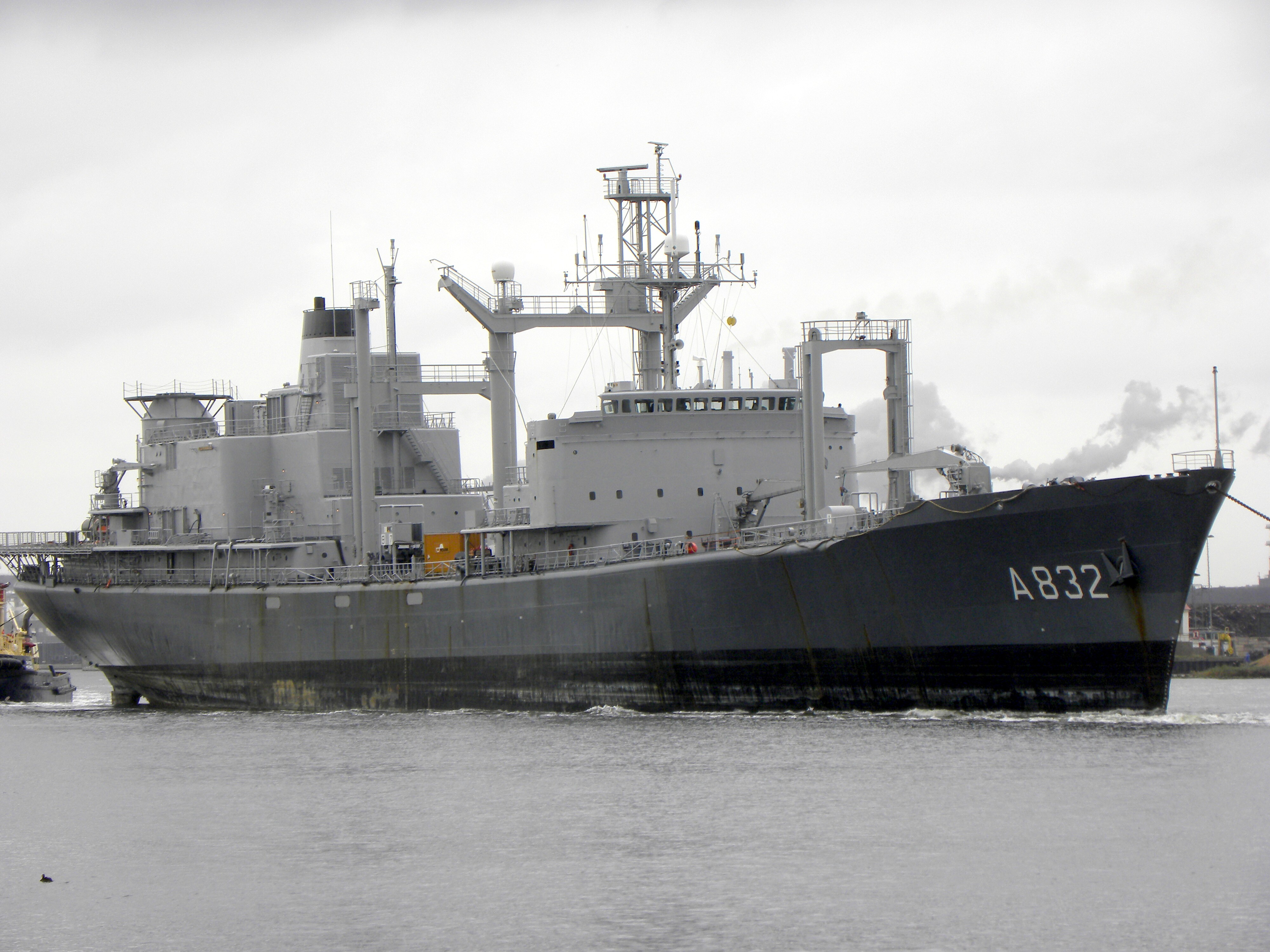
Zuiderkruis v Rotterdamu

Kapacita plavidla byla 9000 tun paliva a 1300 tun dalšího nákladu. K obraně lodě sloužil jeden 30mm systém Goalkeeper a dva 12,7mm kulomety. Na zádi plavidla se nacházela přistávací paluba a hangár pro uskladnění dvou vrtulníků Westland Lynx. Pohonný systém tvořily dva diesely. Nejvyšší rychlost dosahovala 21 uzlů.

## Operační služba
Během války v Zálivu Zuiderkruis podporoval zde nasazené nizozemské fregaty Philips van Almonde a Jacob van Heemskerck. V prosinci 2003 Zuiderkruis poskytoval zásoby výsadkové lodi Rotterdam, nasazené v rámce mise OSN UNMIL v Libérii. V srpnu 2011 byl Zuiderkruis nasazen u pobřeží Somálska a v Adenském zálivu v protipirátské operaci EU Atalanta.